# برگ‌باریک
برگ‌باریک (نام علمی: Schuurmansiella angustifolia) نام یک گونه از تیره چشم‌کبوتریان است.